# 2016 في الولايات المتحدة
فيما يلي قوائم الأحداث التي وقعت خلال عام 2016 في الولايات المتحدة.

## أحداث
- 8 نوفمبر – انتخابات الرئاسة الأمريكية 2016
- 17 سبتمبر – انفجار مانهاتن 2016
- 23 يونيو – فيضان فيرجينيا الغربية
- 7 يوليو – الهجوم على ضباط شرطة دالاس 2016
- 12 يونيو – الهجوم على نادي ليلي في أورلاندو
- 30 يوليو – حادث منطاد لوكهارت
- 24 يناير – رويال رامبل 2016

## سياسة

### تعيين في المنصب
- 8 نوفمبر – جيمس كومير عضو مجلس النواب الأمريكي.

### انتهاء فترة المنصب
- 11 يناير – بوبي جندال حاكم لويزيانا [الإنجليزية]‏.
- 28 يوليو – ديبي واسرمان شولتز رئيس اللجنة الوطنية الديمقراطية ‏.
- 13 ديسمبر – كيفن جونسون List of mayors of Sacramento, California [الإنجليزية]‏.

## رياضة
- 1 يناير – بطولة أمريكا المفتوحة للتنس 2016
- 1 يناير – بطولة إنديان ويلز للماسترز 2016
- 7 فبراير – سوبر بول 50 الفائز دنفر برونكوز.
- 5 يونيو – دراجات فيلادلفيا الكلاسيكية 2016 الفائزون إليسا ونغو بورغيني، ميغان غوارنير، ألينا أمياليوسيك.
- 23 أكتوبر – جائزة الولايات المتحدة الكبرى 2016 الفائز لويس هاملتون.

## أفلام
من الأفلام التي صدرت هذه السنة في الولايات المتحدة:
- 1 يناير – 13 ساعة: جنود بنغازي السريين من إخراج مايكل بي.
- 1 يناير – آمال السينما من إخراج Michael Palm  [لغات أخرى]‏.
- 1 يناير – آنسة ستيفنز من إخراج Julia Hart (filmmaker) [الإنجليزية]‏.
- 1 يناير – أسطورة طرزان من إخراج دايفيد ييتس.
- 1 يناير – أصول الرعاية من إخراج روب بيرنت.
- 1 يناير – ارتجاج في المخ من إخراج بيتر لاندسمان [الإنجليزية]‏.
- 1 يناير – استياء من إخراج جيمس شيموس.
- 1 يناير – ال 33 من إخراج Patricia Riggen [الإنجليزية]‏.
- 1 يناير – الآباء والبنات من إخراج غابرييل موتشينو.
- 1 يناير – الآن أنت تراني 2 من إخراج جون إم. تشو.
- 1 يناير – الاستخبارات المركزية من إخراج روسون مارشال ثيردر.
- 1 يناير – التطهير: عام الانتخابات من إخراج جيمس ديموناكو.
- 1 يناير – الحجاب من إخراج Phil Joanou [الإنجليزية]‏.
- 1 يناير – الدعوة من إخراج كارين كوساما.
- 1 يناير – الرجال اللطفاء من إخراج شاين بلاك.
- 1 يناير – الساحرة من إخراج روبرت إغرز.
- 1 يناير – السبعة الرائعون من إخراج أنطوان فوكوا.
- 1 يناير – السر في أعينهم من إخراج بيلي راي.
- 1 يناير – السيد تشيرش من إخراج بروس بيريسفورد.
- 1 يناير – الضوء بين المحيطات من إخراج ديريك كيانفرانس.
- 1 يناير – العالم السفلي: حروب الدم من إخراج آنا فورستر.
- 1 يناير – الغابة من إخراج Jason Zada [الإنجليزية]‏.
- 1 يناير – الفتاة الدانماركية من إخراج توم هوبر.
- 1 يناير – القواعد لا تنطبق من إخراج وارن بيتي.
- 1 يناير – الكوافير: القصة التالية من إخراج مالكولم لي.
- 1 يناير – المجرم من إخراج ارييل فرومين.
- 1 يناير – المراسلون الخاصون من إخراج ريكي جيرفيه.
- 1 يناير – المسيح الصغير من إخراج سیروس نورسته.
- 1 يناير – المصدر الأسيوي من إخراج Daniel Zirilli  [لغات أخرى]‏.
- 1 يناير – الموجة الخامسة من إخراج جيه بلاكيسون.
- 1 يناير – المياه الضحلة من إخراج جومي كوليت سيرا.
- 1 يناير – الميكانيكي: القيامة من إخراج دينس غانزل.
- 1 يناير – الوعد من إخراج تيري جورج.
- 1 يناير – الولد من إخراج ويليام برينت بيل.
- 1 يناير – إطفاء الأنوار من إخراج ديفيد ساندبيرغ.
- 1 يناير – باتمان: باد بلود من إخراج Jay Oliva [الإنجليزية]‏.
- 1 يناير – بعض النساء من إخراج كيلي ريتشارد.
- 1 يناير – بويقا:لا يقهرIV من إخراج إيزاك فلورنتاين.
- 1 يناير – ترامبو من إخراج جاي روتش.
- 1 يناير – تضحية البيدق من إخراج إدورد زويك.
- 1 يناير – جارهيد 3 : الحصار
- 1 يناير – جاك ريتشر: لا عودة مطلقا من إخراج إدورد زويك.
- 1 يناير – جرأة من إخراج أرييل شولمان، هنري جوست.
- 1 يناير – جولة مع شرطي 2 من إخراج تيم ستوري [الإنجليزية]‏.
- 1 يناير – جيران 2: صعود نادي الفتيات من إخراج Nicholas Stoller [الإنجليزية]‏.
- 1 يناير – حب الساحرة من إخراج آنا بيلر [الإنجليزية]‏.
- 1 يناير – حمى التوليب من إخراج جاستن تشادويك.
- 1 يناير – خمسون ظل لبلاك من إخراج Michael Tiddes [الإنجليزية]‏.
- 1 يناير – دعوة الوحش من إخراج خوان أنطونيو بايونا.
- 1 يناير – ديب واتر هورايزن من إخراج بيتر بيرغ.
- 1 يناير – ديدبول من إخراج تيم ميلر.
- 1 يناير – راتشيت أند كلانك من إخراج كيفن مونرو.
- 1 يناير – سباق من إخراج ستيفن هوبكينز (كاتب).
- 1 يناير – سم كايند أوف بيوتفل من إخراج توم هيو.
- 1 يناير – سمعتنا في أزمة من إخراج ديفيد غوردون غرين.
- 1 يناير – سولي من إخراج كلينت إيستوود.
- 1 يناير – شارع الغناء من إخراج جوني كارني.
- 1 يناير – شت إن من إخراج Farren Blackburn [الإنجليزية]‏.
- 1 يناير – شيطان النيون من إخراج نيكولاس ويندينج ريفين.
- 1 يناير – صرخة الرعب من إخراج روب ليترمان [الإنجليزية]‏.
- 1 يناير – عتبة السابعة عشر من إخراج كيلي فريمون كريغ.
- 1 يناير – عيد الأم من إخراج غاري مارشال.
- 1 يناير – عيد الميلاد تقريبا من إخراج ديفيد إي. تالبرت.
- 1 يناير – فتاة القطار من إخراج تيت تايلور.
- 1 يناير – فلورنس فوستر جينكينز من إخراج ستيفن فريرز.
- 1 يناير – قبل أن أستيقظ من إخراج مايك فلاناغان.
- 1 يناير – قبل الطوفان من إخراج فيشر ستيفنز.
- 1 يناير – كبرياء وتحامل ووحوش الزومبي من إخراج بور ستيرس.
- 1 يناير – كسر نقطة من إخراج إيركسون كور.
- 1 يناير – كلاب حرب من إخراج تود فيليبس.
- 1 يناير – كولايد من إخراج Eran Creevy [الإنجليزية]‏.
- 1 يناير – كيانو من إخراج Peter Atencio [الإنجليزية]‏.
- 1 يناير – كيف تكون عازبا من إخراج Christian Ditter [الإنجليزية]‏.
- 1 يناير – كيفن هارت: ماذا الآن؟
- 1 يناير – لافينغ من إخراج جيف نيكولز.
- 1 يناير – مانشستر باي ذا سي من إخراج كينيث لونيرغان.
- 1 يناير – ماي بيغ فات غريك ويدنغ 2 من إخراج كيرك جونز.
- 1 يناير – مايك وديف يحتاجان مواعيد لحفل زفاف من إخراج Jake Szymanski [الإنجليزية]‏.
- 1 يناير – مستر هولمز من إخراج بيل كوندون.
- 1 يناير – معجزات من الجنة من إخراج Patricia Riggen [الإنجليزية]‏.
- 1 يناير – مكشوف من إخراج جي مالك لينتون.
- 1 يناير – من الأفضل أن تحترس
- 1 يناير – منتصف ليلة خاصة من إخراج جيف نيكولز.
- 1 يناير – مهما كلف الامر من إخراج ديفيد ماكينزي.
- 1 يناير – موريس من أمريكا من إخراج Chad Hartigan [الإنجليزية]‏.
- 1 يناير – موهوب من إخراج مارك ويب.
- 1 يناير – هاكسو ريدج من إخراج ميل غيبسون.
- 1 يناير – ولاية جونز الحرة من إخراج غاري روس.
- 1 يناير – ويسكي تانغو فوكستروت من إخراج جون ريكوا [الإنجليزية]‏، جلين فيكارا.
- 1 يناير – يعيش ليلا من إخراج بن أفليك.
- 1 يناير – يو إس إس إنديانابوليس: رجال الشجاعة من إخراج ماريو فان بيبلس.
- 15 يناير – نورم من الشمال من إخراج Trevor Wall [الإنجليزية]‏.
- 23 يناير – حريق المهملات
- 26 يناير – إيدي النسر من إخراج ديكستر فليتشر.
- 29 يناير – أفضل الساعات من إخراج كريغ غيليسبي.
- 1 فبراير – يعيش القيصر من إخراج إيثان كوين، جويل كوين.
- 12 فبراير – زولاندر 2 من إخراج بن ستيلر.
- 16 فبراير – ثلاث تسعات من إخراج John Hillcoat [الإنجليزية]‏.
- 24 فبراير – غريمسبي من إخراج لويس ليترير.
- 26 فبراير – جودز أوف إيجبت من إخراج أليكس بروياس.
- 4 مارس – سقوط لندن من إخراج باباك نجفي.
- 8 مارس – سلسلة المختلفة: المخلصة من إخراج روبرت شوينتكي.
- 11 مارس – النتيجة الكاملة من إخراج Bille Woodruff [الإنجليزية]‏.
- 11 مارس – حيوان أليف من إخراج Carles Torrens [الإنجليزية]‏.
- 11 مارس – ممر كلوفرفيلد 10 من إخراج دان تراشتنبرغ.
- 12 مارس – لا تتنفس من إخراج فيدي ألفاريز.
- 23 مارس – باتمان ضد سوبرمان: فجر العدالة من إخراج زاك سنايدر.
- 1 أبريل – الله ليس ميت 2 من إخراج Harold Cronk [الإنجليزية]‏.
- 1 أبريل – قابل السود من إخراج ديون تايلور.
- 7 أبريل – الصياد: حرب الشتاء من إخراج سيدريك نيكولاس-ترويان.
- 8 أبريل – كتاب الأدغال من إخراج جون فافرو.
- 22 أبريل – البضائع الثمينة من إخراج ماكس دي. آدامز [الإنجليزية]‏.
- 22 أبريل – مجسم من أجل الملك من إخراج توم تيكوير.
- 22 أبريل – يوم الباستيل من إخراج جيمس واتكنز.
- 24 أبريل – روك ذا كاسباه من إخراج باري ليفنسون.
- 27 أبريل – كابتن أمريكا: الحرب الأهلية من إخراج جو روسو [الإنجليزية]‏، أنتوني روسو [الإنجليزية]‏.
- 29 أبريل – الثقة
- 9 مايو – رمال الزمن من إخراج مايك نيويل.
- 18 مايو – رجال-إكس: نهاية العالم من إخراج براين سينجر.
- 22 مايو – سلاحف النينجا: الخروج من الظلال من إخراج ديف غرين (مخرج).
- 26 مايو – أليس في بلاد المرآة من إخراج James Bobin [الإنجليزية]‏.
- 26 مايو – وحش المال من إخراج جودي فوستر.
- 26 مايو – ووركرافت من إخراج دنكان جونز.
- 27 مايو – ذا دو-أوفر من إخراج ستيفن بريل.
- 5 يونيو – الفرقة الانتحارية من إخراج ديفيد آير.
- 6 يونيو – مد بروكلين
- 16 يونيو – الشعوذة 2 من إخراج جيمس وان.
- 22 يونيو – أنا قبلك من إخراج Thea Sharrock [الإنجليزية]‏.
- 23 يونيو – يوم الاستقلال: عودة من إخراج رولان إيميريش.
- 7 يوليو – ستار تريك بيوند من إخراج جستن لين.
- 13 يوليو – المتسلل من إخراج براد فورمان.
- 15 يوليو – صائدو الأشباح من إخراج بول فيغ.
- 29 يوليو – أمهات سيئات من إخراج جون لوكاس (مخرج)، سكوت مور (مخرج).
- 29 يوليو – جيسون بورن من إخراج بول غرينغراس.
- 3 أغسطس – سلاحف النينجا من إخراج Jonathan Liebesman [الإنجليزية]‏.
- 12 أغسطس – تنين بيت من إخراج ديفيد لوري.
- 13 أغسطس – رجل نوفمبر من إخراج روجر دونالدسون.
- 18 أغسطس – كابتن فانتاستيك من إخراج مات روز.
- 19 أغسطس – الإمبريالي
- 25 أغسطس – بن هور من إخراج تيمور بيكمامبيتوف.
- 2 سبتمبر – حيوانات ليلية من إخراج توم فورد.
- 7 سبتمبر – جاكي من إخراج بابلو لاراين.
- 9 سبتمبر – سنودن من إخراج أوليفر ستون.
- 10 سبتمبر – ديموليشن من إخراج جين-مارك فالي.
- 10 سبتمبر – ليون من إخراج غارث ديفيس [الإنجليزية]‏.
- 11 سبتمبر – المهمة من إخراج والتر هيل.
- 16 سبتمبر – ساحرة بلير من إخراج آدم وينغارد.
- 18 سبتمبر – 3 أجيال من إخراج جابى ديلال [الإنجليزية]‏.
- 24 سبتمبر – أبناء الأرض من إخراج Shaun Monson [الإنجليزية]‏.
- 30 سبتمبر – ذا ليت بلومر من إخراج كيفين بولك.
- 2 أكتوبر – الباقون بالخلف من إخراج فيك أرمسترونج.
- 6 أكتوبر – منزل الآنسة بيرغرين للأطفال المميزين من إخراج تيم برتون.
- 8 أكتوبر – امرأة القرن العشرين من إخراج مايك ميلس (كاتب).
- 8 أكتوبر – رانديفو
- 10 أكتوبر – المحاسب من إخراج غافين أوكونور.
- 13 أكتوبر – جحيم من إخراج رون هاوارد.
- 13 أكتوبر – رجل الجيش السويسري من إخراج Daniel Kwan [الإنجليزية]‏، Daniel Scheinert [الإنجليزية]‏.
- 14 أكتوبر – تقريبا أصدقاء
- 16 أكتوبر – غرفة من إخراج ليني أبراهامسون.
- 20 أكتوبر – دكتور سترينج من إخراج سكوت ديركسون.
- 20 أكتوبر – ويجا 2 من إخراج مايك فلاناغان.
- 21 أكتوبر – أنا لست خجول
- 21 أكتوبر – صائد الساحرات الأخير من إخراج بريك إيزنر.
- 21 أكتوبر – ماكس ستيل من إخراج Stewart Hendler [الإنجليزية]‏.
- 6 نوفمبر – سبوت لايت من إخراج توماس مكارثي.
- 10 نوفمبر – الوافد من إخراج دينيس فيلنوف.
- 13 أغسطس – رجل نوفمبر من إخراج روجر دونالدسون.
- 13 نوفمبر – الحلفاء من إخراج روبرت زيميكس.
- 15 نوفمبر – جيش من واحد من إخراج لاري تشارلز.
- 17 نوفمبر – وحوش مذهلة وأين تجدها من إخراج دايفيد ييتس.
- 17 نوفمبر – يوم الوطنيين من إخراج بيتر بيرغ.
- 18 نوفمبر – ضوء القمر من إخراج باري جينكينز.
- 25 نوفمبر – كريد من إخراج رايان كوغلر.
- 1 ديسمبر – الحاقدون الثمانية من إخراج كوينتن تارانتينو.
- 7 ديسمبر – لا لا لاند من إخراج داميان تشازل.
- 9 ديسمبر – طيفي
- 9 ديسمبر – منزل أبي من إخراج شون أندرس.
- 11 ديسمبر – ذا بيج شورت من إخراج آدم مكاي.
- 13 ديسمبر – روج ون: قصة من حرب النجوم من إخراج غاريث إدواردز (كاتب).
- 15 ديسمبر – جمال جانبي من إخراج ديفيد فرانكل.
- 16 ديسمبر – السور العظيم من إخراج زانج ييمو.
- 16 ديسمبر – باري من إخراج فيكرام غاندي [الإنجليزية]‏.
- 16 ديسمبر – حرب النجوم: القوة تنهض من إخراج جاي جاي أبرامز.
- 18 ديسمبر – الأخوات من إخراج جايسون مور (مخرج).
- 21 ديسمبر – أساسنز كريد من إخراج جوستن كورزيل.
- 21 ديسمبر – الركاب من إخراج مورتين تيلدوم.
- 22 ديسمبر – صمت من إخراج مارتن سكورسيزي.
- 25 ديسمبر – أرقام مخفية من إخراج Theodore Melfi [الإنجليزية]‏.
- 25 ديسمبر – أسوار من إخراج دنزل واشنطن.
- 25 ديسمبر – العائد من إخراج أليخاندرو غونزاليز إيناريتو.
- 25 ديسمبر – ذهب من إخراج ستيفن غاغن.

## برامج ومسلسلات وأنمي
- ألتيميت سبايدرمان
- غرافيتي فولز

## موسيقى

### ألبومات
من الألبومات التي صدرت هذه السنة في الولايات المتحدة:
- 1 يناير – جوان من غناء ليدي غاغا.
- 14 فبراير – حياة بابلو من غناء كانييه ويست.
- 20 مايو – دينجروس وومان من غناء أريانا غراندي.

## وفيات

### يناير
- 1 يناير – دايل بمبرز (مواليد 1925) سياسي أمريكي.
- 1 يناير – كورتيس روزفلت (مواليد 1930) كاتب أمريكي.
- 5 يناير – بوب ارمسترونغ (مواليد 1933) لاعب كرة سلة من الولايات المتحدة الأمريكية.
- 7 يناير – جون جونسون (مواليد 1947) لاعب كرة سلة أمريكي.
- 11 يناير – ديفيد مارغوليز (مواليد 1937) ممثل أمريكي.
- 12 يناير – كارولين داني رايت (مواليد 1949) شاعرة من الولايات المتحدة الأمريكية.
- 15 يناير – دان هاجرتي (مواليد 1942) ممثل أمريكي.
- 15 يناير – فرانسيسكو ألاركون (مواليد 1954) شاعر من الولايات المتحدة الأمريكية.
- 17 يناير – شرون ميلز (مواليد 1971) لاعب كرة سلة أمريكي.
- 18 يناير – جوني باخ (مواليد 1924)
- 18 يناير – غلين فراي (مواليد 1948) موسيقي أمريكي.
- 19 يناير – ريتشارد ليفينز (مواليد 1930)
- 23 يناير – بوبي وانزر (مواليد 1921)
- 24 يناير – ديفيد فنكلشتاين (مواليد 1929) فيزيائي أمريكي.
- 24 يناير – مارفن مينسكي (مواليد 1927)
- 26 يناير – أيب فيغودا (مواليد 1921) ممثل أمريكي.
- 28 يناير – بول كانتر (مواليد 1941) موسيقي أمريكي.
- 28 يناير – سيجني تولي أندرسون (مواليد 1941) مغنية أمريكية.
- 29 يناير – كارين جونسون بويد (مواليد 1924)
- 30 يناير – كين سيلورز (مواليد 1921) لاعب كرة سلة أمريكي.

### فبراير
- 2 فبراير – بوب إليوت (مواليد 1923)
- 3 فبراير – جو ألاسكي (مواليد 1952)
- 3 فبراير – موريس وايت (مواليد 1941)
- 4 فبراير – ديف ميرا (مواليد 1974)
- 6 فبراير – ديفيد جون دو لوبنفلز (مواليد 1925) عالم نبات أمريكي.
- 6 فبراير – يورك لارس (مواليد 1938)
- 8 فبراير – تشارلز جيم كامبل (مواليد 1948)
- 10 فبراير – أندرو لام لويس، الابن (مواليد 1931) سياسي أمريكي.
- 13 فبراير – أنتونين سكاليا (مواليد 1936)
- 14 فبراير – جوان ماكغراث كوهون (مواليد 1954) عالمة اجتماع أمريكية.
- 18 فبراير – أنجيلا رايولا (مواليد 1960) ممثلة أمريكية.
- 19 فبراير – هاربر لي (مواليد 1926) مؤلفة أمريكية.
- 22 فبراير – ستيف هاريس (مواليد 1963) لاعب كرة سلة أمريكي.
- 22 فبراير – سوني جيمس (مواليد 1929) موسيقي أمريكي.
- 23 فبراير – دونالد ويليامز (مواليد 1942) رائد فضاء أمريكي.
- 25 فبراير – توني بيرتون (مواليد 1937) ممثل أمريكي.
- 28 فبراير – جورج كينيدي (مواليد 1925) ممثل أمريكي.

### مارس
- 4 مارس – بد كولينز (مواليد 1929)
- 6 مارس – نانسي ريغان (مواليد 1921)
- 8 مارس – ألفريد إي سين (مواليد 1932) مؤرخ أمريكي.
- 8 مارس – ريتشارد دافالوس (مواليد 1930) ممثل أمريكي.
- 9 مارس – كلايد لوفيليتي (مواليد 1929) لاعب كرة سلة أمريكي.
- 12 مارس – لويد شابلي (مواليد 1923)
- 13 مارس – هيلاري بوتنام (مواليد 1926) فيلسوف أمريكي.
- 14 مارس – لويد آر ليفيت الابن (مواليد 1928) ضابط من الولايات المتحدة الأمريكية.
- 16 مارس – جين شورت (مواليد 1953) لاعب كرة سلة أمريكي.
- 16 مارس – فرانك سيناترا جونيور (مواليد 1944)
- 17 مارس – لاري دريك (مواليد 1949) ممثل أمريكي.
- 21 مارس – بيتر براون (مواليد 1935)
- 22 مارس – جيمس روبنسون (مواليد 1924) ثيولوجي من الولايات المتحدة الأمريكية.
- 22 مارس – ريتا غام (مواليد 1927) ممثلة أمريكية.
- 22 مارس – ريتشارد برادفورد (مواليد 1937) ممثل أمريكي.
- 23 مارس – جو جراجيولا الأب (مواليد 1926) لاعب كرة قاعدة من الولايات المتحدة الأمريكية.
- 23 مارس – كين هوارد (مواليد 1944) ممثل أمريكي.
- 24 مارس – غاري شاندلينج (مواليد 1949)
- 24 مارس – ماجي بلي (مواليد 1942) ممثلة أمريكية.
- 24 مارس – ماري كلير كيركلاند (مواليد 1924) سياسية كندية.
- 27 مارس – الأم أنجيليكا (مواليد 1923) راهبة فرنسيسكانية أمريكية، ومؤسسة شبكة تلفزيون الكلمة الخالدة.
- 27 مارس – فينس بوريلا (مواليد 1927)
- 28 مارس – جيمس ج. كوك (مواليد 1939) مؤرخ أمريكي.
- 29 مارس – باتي ديوك (مواليد 1946) ممثلة أمريكية.

### أبريل
- 2 أبريل – ريك بارتو (مواليد 1946) فنان أمريكي.
- 3 أبريل – أليكس دي خيسوس (مواليد 1983) ملاكم من الولايات المتحدة الأمريكية.
- 3 أبريل – بيل هندرسون (مواليد 1926)
- 3 أبريل – جو ميدسن كرو (مواليد 1913) مؤرخ أمريكي.
- 4 أبريل – آرشي ديس (مواليد 1936) لاعب كرة سلة أمريكي.
- 6 أبريل – موراي وير (مواليد 1926) لاعب كرة سلة أمريكي.
- 6 أبريل – ميرل هاغارد (مواليد 1937)
- 8 أبريل – إليزابيث رومر (مواليد 1929) عالمة فلك أمريكية.
- 9 أبريل – آرثر أندرسون (مواليد 1922) ممثل أمريكي.
- 9 أبريل – جورج جونسون (مواليد 1950) ملاكم من الولايات المتحدة الأمريكية.
- 11 أبريل – بيتر جوزيف جانيتا (مواليد 1932)
- 12 أبريل – آن جاكسون (مواليد 1925) ممثلة أمريكية.
- 13 أبريل – نيرا وايت (مواليد 1935) لاعبة كرة سلة من الولايات المتحدة الأمريكية.
- 16 أبريل – رون بونهام (مواليد 1942) لاعب كرة سلة أمريكي.
- 17 أبريل – دوريس روبرتس (مواليد 1925) ممثلة أمريكية.
- 18 أبريل – دانيال مور (مواليد 1940) كاتب أمريكي.
- 18 أبريل – ويليام كامبيل (مواليد 1940)
- 20 أبريل – دواين واشنطن (مواليد 1964) لاعب كرة سلة أمريكي.
- 20 أبريل – شينا (مواليد 1969) مصارعة وممثلة إباحية أمريكية.
- 21 أبريل – برنس (مواليد 1958) مغني وموسيقي أمريكي.
- 27 أبريل – روبرت ماتيس (مواليد 1927) ضابط من الولايات المتحدة الأمريكية.
- 28 أبريل – إنغرام اولكين (مواليد 1924) رياضياتي أمريكي.
- 29 أبريل – باتريك ديويل (مواليد 1962)
- 30 أبريل – بيتر توماس (مواليد 1924) ممثل صوتي من الولايات المتحدة الأمريكية.
- 30 أبريل – دانيال بيريغان (مواليد 1921)

### مايو
- 1 مايو – سليمان غولومب (مواليد 1932) رياضياتي أمريكي.
- 2 مايو – آل فيراري (مواليد 1933) لاعب كرة سلة أمريكي.
- 12 مايو – سوزانا موشات جونز (مواليد 1899)
- 15 مايو – كلوفيس مقصود (مواليد 1926)
- 16 مايو – جيم مكميليان (مواليد 1948) لاعب كرة سلة أمريكي.
- 17 مايو – غاي كلارك (مواليد 1941) مغني أمريكي.
- 20 مايو – باتريشيا م دريان (مواليد 1929)
- 28 مايو – برايس ديجين جونز (مواليد 1992) لاعب كرة سلة من الولايات المتحدة الأمريكية.

### يونيو
- 3 يونيو – محمد علي (مواليد 1942) ملاكم أمريكي من أصول أفريقية.
- 7 يونيو – شون روكس (مواليد 1969)
- 9 يونيو – بروكس تومسون (مواليد 1970)
- 10 يونيو – كريستينا غريمي (مواليد 1994) مغنية أمريكية.
- 11 يونيو – توماس سكيدمور (مواليد 1932) مؤرخ أمريكي.
- 12 يونيو – جانيت والدو (مواليد 1919) ممثلة أمريكية.
- 12 يونيو – جورج فوينوفيتش (مواليد 1936) سياسي أمريكي.
- 12 يونيو – عمر متين (مواليد 1986)
- 13 يونيو – روسكو برادي (مواليد 1923)
- 14 يونيو – آن مورغان غيلبير (مواليد 1928) ممثلة أمريكية.
- 14 يونيو – روني كلير إدواردز (مواليد 1933) ممثلة أمريكية.
- 15 يونيو – لويس دنكان (مواليد 1934)
- 16 يونيو – ايرفينغ موسكوفيتش (مواليد 1928)
- 21 يونيو – هيلين إدواردز (مواليد 1936) فيزيائية أمريكية.
- 23 يونيو – رالف ستانلي (مواليد 1927) مغني أمريكي.
- 24 يونيو – بيرني وريل (مواليد 1944) موسيقي أمريكي.
- 25 يونيو – بيل كانينغهام (مواليد 1929) مصور أمريكي.
- 25 يونيو – جيروم برونر (مواليد 1915) عالم نفس أمريكي.
- 25 يونيو – هال لير (مواليد 1935) لاعب كرة سلة أمريكي.
- 26 يونيو – باربارا جولدسميث (مواليد 1937) صحفية أمريكية.
- 27 يونيو – آلفين توفلر (مواليد 1928) كاتب أمريكي.
- 28 يونيو – بات ساميت (مواليد 1952)
- 28 يونيو – بادي ريان (مواليد 1931)
- 28 يونيو – سكوتي مور (مواليد 1931) موسيقي أمريكي.

### يوليو
- 2 يوليو – مايكل تشيمينو (مواليد 1939)
- 5 يوليو – جون مادي (مواليد 1943) فيزيائي أمريكي.
- 6 يوليو – جون مكمارتن (مواليد 1929)
- 10 يوليو – ألفريد ندسون (مواليد 1922) عالم وراثة من الولايات المتحدة الأمريكية.
- 16 يوليو – نيت ثورموند (مواليد 1941) لاعب كرة سلة أمريكي.
- 19 يوليو – غاري مارشال (مواليد 1934)
- 25 يوليو – دوايت جونز (مواليد 1952) لاعب كرة سلة من الولايات المتحدة الأمريكية.
- 27 يوليو – جيري دويل (مواليد 1956) ممثل أمريكي.

### أغسطس
- 2 أغسطس – ديفيد هودلستون (مواليد 1930) ممثل أمريكي.
- 3 أغسطس – عبد القادر جيلاني (مواليد 1954) لاعب كرة سلة أمريكي.
- 4 أغسطس – باتريس مانسيل (مواليد 1925)
- 7 أغسطس – بريان كلاوسون (مواليد 1989) سائق سيارة سباق من الولايات المتحدة الأمريكية.
- 13 أغسطس – ألن كيلي (مواليد 1932) لاعب كرة سلة أمريكي.
- 14 أغسطس – فيفش فينكل (مواليد 1922) ممثل أمريكي.
- 19 أغسطس – دونالد هندرسون (مواليد 1928) طبيب أمريكي.
- 22 أغسطس – مايكل بروكس (مواليد 1958) لاعب كرة سلة أمريكي.
- 23 أغسطس – ستيفن هيل (مواليد 1922) ممثل أمريكي.
- 24 أغسطس – روجر تسيان (مواليد 1952)
- 25 أغسطس – جيمس كرونين (مواليد 1931) فيزيائي أمريكي.
- 25 أغسطس – مارفن كابلان (مواليد 1927) ممثل أمريكي.
- 26 أغسطس – بول كومي (مواليد 1932) ممثل أمريكي.
- 28 أغسطس – مستر فوجي (مواليد 1934)
- 29 أغسطس – جين وايلدر (مواليد 1933) ممثل أمريكي.
- 30 أغسطس – جوزيف سوتر (مواليد 1921) مهندس أمريكي.

### سبتمبر
- 1 سبتمبر – جون بوليتو (مواليد 1950) ممثل أمريكي.
- 2 سبتمبر – جون هوستيتر (مواليد 1946) ممثل أمريكي.
- 5 سبتمبر – فيليس شلافلي (مواليد 1924)
- 6 سبتمبر – إدوارد جي وفغرين (مواليد 1914) فيزيائي من الولايات المتحدة الأمريكية.
- 7 سبتمبر – بوبي شاكون (مواليد 1951) ملاكم من الولايات المتحدة الأمريكية.
- 7 سبتمبر – جوزيف كيلر (مواليد 1923) رياضياتي أمريكي.
- 11 سبتمبر – الكسيس اركيت (مواليد 1969)
- 15 سبتمبر – جيمس ستايسي (مواليد 1936) ممثل أمريكي.
- 15 سبتمبر – ديبورا إس جين (مواليد 1968) فيزيائية أمريكية.
- 16 سبتمبر – إدوارد ألبي (مواليد 1928) كاتب مسرحي أمريكي.
- 20 سبتمبر – إروين هان (مواليد 1921) فيزيائي أمريكي.
- 20 سبتمبر – كورتيس هانسون (مواليد 1945) ممثل ومخرج أمريكي.
- 21 سبتمبر – دونالد آرثر (مواليد 1937)
- 25 سبتمبر – أرنولد بالمر (مواليد 1929) لاعب غولف من الولايات المتحدة الأمريكية.
- 27 سبتمبر – ديفيد هان (مواليد 1976)

### أكتوبر
- 5 أكتوبر – جوش سمان (مواليد 1988) فنان قتال مختلط من الولايات المتحدة الأمريكية.
- 5 أكتوبر – كاميرون مور (مواليد 1990) لاعب كرة سلة أمريكي.
- 8 أكتوبر – غاري دوبين (مواليد 1959) ممثل أمريكي.
- 9 أكتوبر – آرون بريور (مواليد 1955) ملاكم أمريكي.
- 11 أكتوبر – ليو بيرانك (مواليد 1914)
- 13 أكتوبر – بوميبول أدولياديج (مواليد 1927) الملك التاسع لمملكة تايلاند.
- 13 أكتوبر – جون جيلمور (مواليد 1935) صحفي أمريكي.
- 17 أكتوبر – ساندرا بارتكي (مواليد 1935) فيلسوفة أمريكية.
- 18 أكتوبر – أنتوني أدابو (مواليد 1960) ممثل أمريكي.
- 20 أكتوبر – مايكل ماسي (مواليد 1955) ممثل أمريكي.
- 21 أكتوبر – جيري رولو (مواليد 1923) لاعب كرة سلة أمريكي.
- 21 أكتوبر – ديفيد بوب (مواليد 1962) لاعب كرة سلة أمريكي.
- 23 أكتوبر – توم هايدن (مواليد 1939) سياسي أمريكي.
- 24 أكتوبر – بوبي في (مواليد 1943) مغني أمريكي.
- 27 أكتوبر – سوزان ليندكويست (مواليد 1949)
- 30 أكتوبر – تامي غرايميز (مواليد 1934)

### نوفمبر
- 7 نوفمبر – جانيت رينو (مواليد 1938)
- 9 نوفمبر – غريغ بالارد (مواليد 1955) لاعب كرة سلة أمريكي.
- 11 نوفمبر – روبرت فون (مواليد 1932) ممثل أمريكي.
- 13 نوفمبر – ليون راسل (مواليد 1942)
- 14 نوفمبر – جاردنر مولوي (مواليد 1913) لاعب كرة مضرب أمريكي.
- 15 نوفمبر – سيكستو دوران بالين (مواليد 1921)
- 15 نوفمبر – ليزا لين ماستير (مواليد 1964) ممثلة أمريكية.
- 16 نوفمبر – جاي رايت فوريستر (مواليد 1918)
- 17 نوفمبر – ويتني سميث (مواليد 1940)
- 18 نوفمبر – دينتون كولي (مواليد 1920)
- 20 نوفمبر – جين غواريليا (مواليد 1937) لاعب كرة سلة أمريكي.
- 24 نوفمبر – فلورنس هندرسون (مواليد 1934) ممثلة أمريكية.
- 25 نوفمبر – رون غلاس (مواليد 1945) ممثل أمريكي.
- 30 نوفمبر – أليس دروموند (مواليد 1928) ممثلة أمريكية.

### ديسمبر
- 1 ديسمبر – دون كالفا (مواليد 1939) ممثل أمريكي.
- 2 ديسمبر – بيلي تشابين (مواليد 1943) ممثل أمريكي.
- 8 ديسمبر – جوزيف ماسكولو (مواليد 1929) ممثل أمريكي.
- 8 ديسمبر – جون غلين (مواليد 1921) رائد فضاء أمريكي.
- 9 ديسمبر – نولا أوكس (مواليد 1911)
- 13 ديسمبر – توماس شيلينغ (مواليد 1921) عالم اقتصاد أمريكي.
- 21 ديسمبر – سيدني دريل (مواليد 1926) فيزيائي أمريكي.
- 25 ديسمبر – فيرا روبين (مواليد 1928) عالمة فلك أمريكية.
- 27 ديسمبر – كاري فيشر (مواليد 1956)
- 28 ديسمبر – ديبي رينولدز (مواليد 1932)
- 31 ديسمبر – وليام كريستوفر (مواليد 1932) ممثل أمريكي.